# Zona Alemã de Proteção na Eslováquia

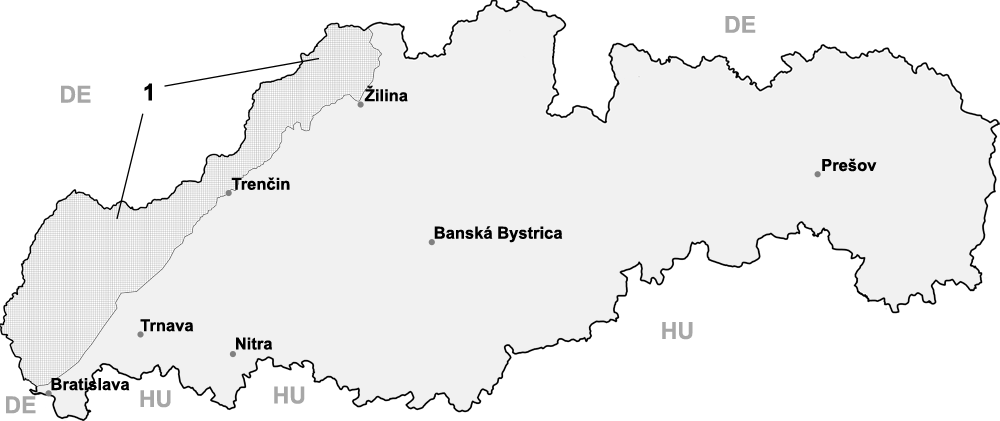
1. A zona de proteção

A Zona Alemã de Proteção na Eslováquia,  ou Zona de Proteção (em alemão:  Schutzzone) foi uma área estabelecida nas partes ocidentais da Primeira República Eslovaca após a dissolução e divisão da Checoslováquia pela Alemanha Nazista durante 1939. O estatuto especial da zona já foi criado no tratado inicial germano-eslovaco de 23 de março de 1939, que definiu a relação protetora entre a Alemanha e o Estado eslovaco.  A zona foi codificada pelo tratado germano-eslovaco de 28 de agosto de 1939, que foi assinado em Bratislava (em alemão:  Pressburg). 
O tratado deu à Wehrmacht alemã autoridade econômica e política exclusiva na área designada na forma de ocupação militar, que foi demarcada pelas cordilheiras dos Pequenos e Brancos Cárpatos e das Montanhas Javorníky.    A zona tinha o objetivo de garantir à Alemanha o direito de invadir a Polónia a partir do território eslovaco. 
Os alemães, no entanto, mantiveram o controle sobre a Schutzzone durante toda a guerra, porque várias fábricas de armas e importantes depósitos de armas da ex-Checoslováquia foram colocados aqui.